# Allgemeines Landrecht

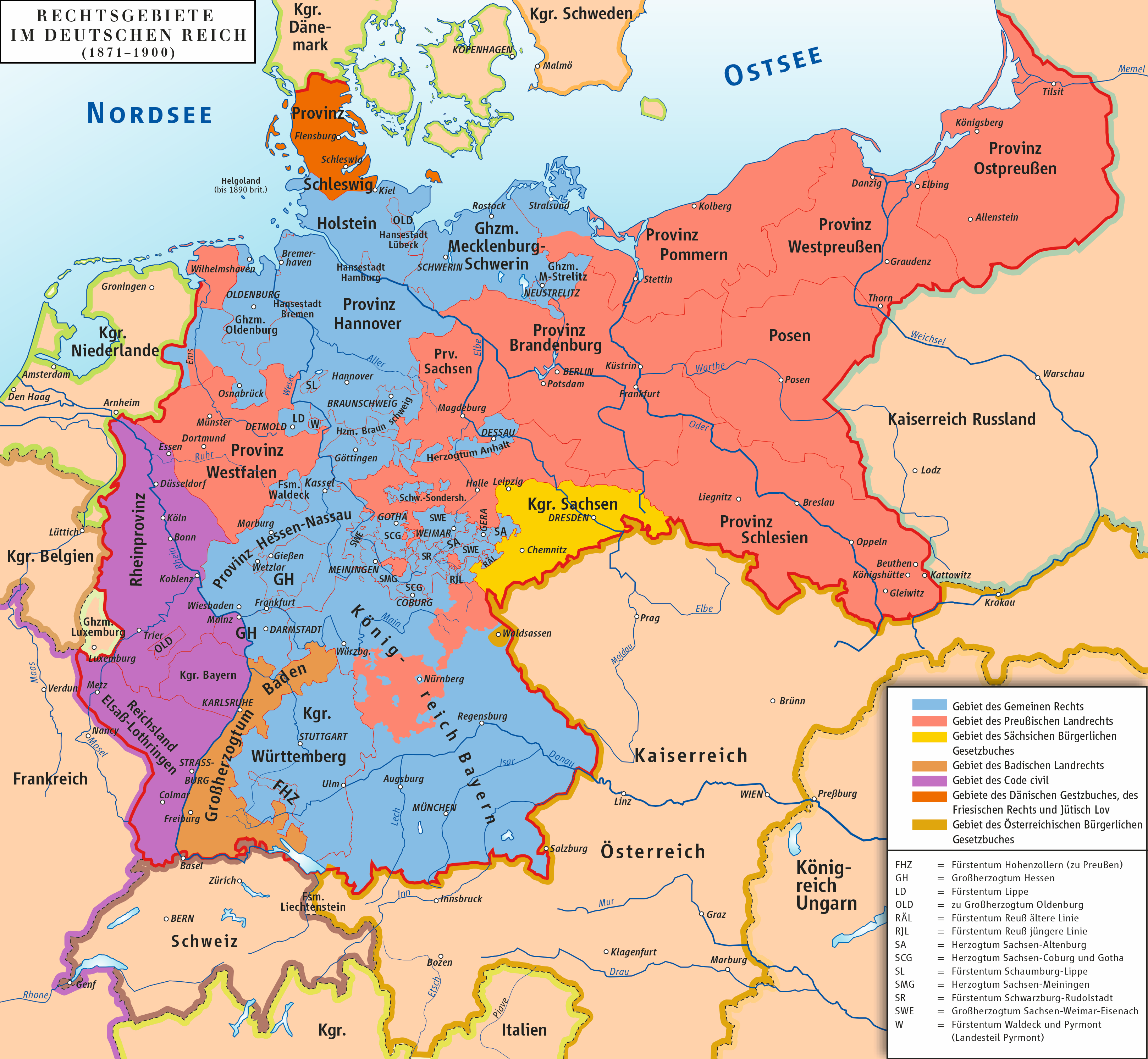
Autorité territoriale de l’Allgemeines Landrecht prussien (en rouge) à la fin du XIX.

L’Allgemeine Landrecht für die Preußischen Staaten (PrALR) est le code de loi unifié de la Prusse. Composé par les juristes Svarez et Klein sous les règnes de Frédéric le Grand et de Frédéric-Guillaume II, et supervisé par le grand chancelier prussien Johann Heinrich von Carmer, il a été promulgué en 1794. Ce recueil demeure jusqu'à nos jours le seul exemple d'un code de loi regroupant en un même volume le droit civil, le droit pénal et une partie du droit administratif.

## Constitution du code civil prussien

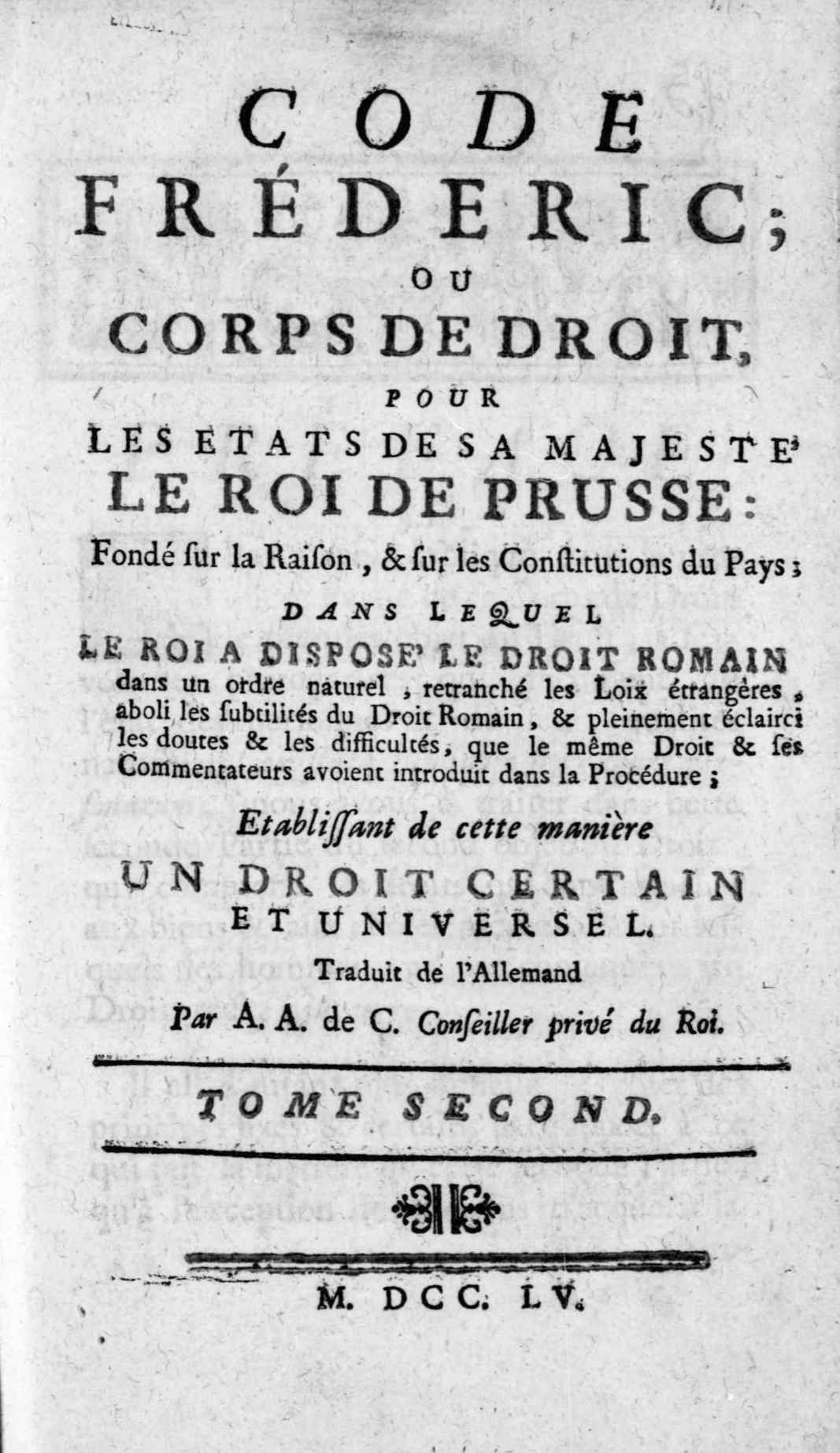
Samuel von Cocceji, Project des Corporis Juris Fridericiani, 1752

Les racines de l’Allgemeines Landrecht prussien remontent au souhait de Frédéric Ier d'unifier les lois de son royaume ; mais cette réforme fondamentale ne fut lancée que sous le règne de Frédéric le Grand, et menée par le chancelier Samuel von Cocceji ; toutefois le programme de Cocceji : Project eines Corporis Juris Fridericiani (1749-1751), resta inachevé.
La reprise des travaux autour du code civil résulte essentiellement du désir de Frédéric II de disposer d'un recueil de lois clair et dépourvu d'ambiguïtés ; car le roi Frédéric était tenaillé par les contradictions de son système depuis l'affaire du meunier Arnold : il s'appuya sur cette manifestation d'arbitraire pour relancer la réforme judiciaire et législative. Il s'agissait en particulier de limiter la latitude d'interprétation des lois par les magistrats, grâce à des lois très précisément formulées.
Frédéric avait d'abord posé en principe l'interdiction de la « jurisprudence », c'est-à-dire de l'interprétation des lois (Analogieverbot), avec l'idée de limiter l'arbitraire des juges : seul le sens des mots pouvait être discuté. En cas de doute, le cas serait soumis à une commission spécifique, éphémère. L’Allgemeines Landrecht devait retranscrire le droit sous une forme lisible, compréhensible par tous, une idée empreinte des Lumières.
Un décret royal du 14 avril 1780 chargea le chancelier Johann Heinrich von Carmer de composer le code de lois, selon les volontés du monarque, avec la collaboration de plusieurs juristes. Le texte est pour l'essentiel l’œuvre des juristes Carl Gottlieb Svarez (code civil) et Ernst Ferdinand Klein (code pénal).
L’Allgemeines Landrecht parut en 1792 sous le titre d’Allgemeines Gesetzbuch für die Preußischen Staaten (AGB). Mais sous le coup des événements de la Révolution française, il fallut aussitôt en reprendre le contenu pour satisfaire les élites réactionnaires et conservatrices de Prusse et combattre les tendances fondamentalement libérales du droit frédéricien : plusieurs principes fondés sur la raison ou la liberté furent repoussés ou limités dans leur portée : ainsi la vocation de l’État prussien à assurer le bien-être de ses sujets. L’Allegemeines Landrecht n'entra donc en application que sous le règne du successeur de Frédéric II, son neveu Frédéric-Guillaume II, le 1er juin 1794.

## Autorité territoriale
L’Allgemeines Landrecht suppléait aux sources du droit traditionnelles qu'étaient  le droit romain et le droit coutumier de Saxe. Mais il n'avait d'autorité que « subsidiaire », c'est-à-dire qu'il ne s’appliquait que dans les cas où le droit local n'apportait pas de réponse précise : il ne visait donc pas à unifier les lois du royaume, mais seulement à fournir une base juridique commune à toutes les régions dépourvues d'un droit coutumier, en particulier les anciennes provinces polonaises, à l'exception des villes, qui disposaient en général d'une charte déjà ancienne. Les territoires de la rive gauche du Rhin, rattachés à la Prusse en tant que province de Rhénanie au terme du Congrès de Vienne (1814), relevaient de la traduction allemande du Code civil : cela donna à la bourgeoisie rhénane un avantage décisif dans l'industrialisation, grâce au principe d'égalité devant la loi, à la garantie des droits de propriété, de transaction et de tester, et à l'institution de citoyens jurés. L'affaire Fonk (1816-1823) illustre bien la transition entre les systèmes judiciaires après le Congrès de Vienne en 1815.

## Consistance
L’Allgemeine Landrecht codifiait toutes les branches du droit connues à l’époque : avec près de 19 000 articles, il recouvrait le droit civil, le droit de la famille et des successions, les tenures (Lehnswesen) et statuts des parlements (Ständeordnung), le code des communes, le droit constitutionnel, le droit canon, la procédure pénale, le droit pénal et la législation pénitentiaire. Chaque cas devait faire l'objet d'une décision très précise. Le formalisme des sentences est frappant par sa complexité (ALR I 5 §§ 109–184,).

## Conséquences
La promulgation de l’Allgemeines Landrecht marque un grand pas de l’État prussien vers la Modernité, même si le maintien des structures féodales fut pour les décennies suivantes une incongruité, qui d'ailleurs freina le développement économique du pays (cf. abolition du servage). Le principal progrès fut la primauté donnée au  droit naturel sur le droit romain ; mais également des principes marquant la fin de l'arbitraire royal : l'adage nullum crimen sine lege ou l'obligation faite à l’État de justifier ses accusations.
La promulgation de l’Allgemeines Landrecht marque aussi une recomposition des rapports entre l'État et le Droit inspirée des idées de Frédéric II. Il ne s'agissait nullement d'une limitation constitutionnelle du principe de monarchie, mais d'un désir personnel du roi, de modération dans l'exercice du pouvoir. Toutefois, ce principe fut nettement atténué dans la rédaction du code de loi lui-même. Ainsi l'interdiction des lettres de cachet, qui visait à poser des bornes à l'arbitraire royal, ne fut pas retenue dans le recueil, bien que dans le cas du meunier Arnold, où le roi avait fait arrêter des juges,, il y eût eu effectivement une intervention directe de l'arbitraire royal.
Les prérogatives de la Noblesse en sortaient confortées et les corporations et jurandes continuaient de structurer la société ; de sorte que l’Allgemeines Landrecht a contribué à figer les structures économiques et a freiné l'émergence d'un état bourgeois.

## Voir également
- (de) Cet article est partiellement ou en totalité issu de l’article de Wikipédia en allemand intitulé « Allgemeines Landrecht für die Preußischen Staaten » (voir la liste des auteurs).
- Code napoléon
- Codex Maximilianeus Bavaricus Civilis (de)
- Österreichisches Allgemeines Bürgerliches Gesetzbuch (ABGB)
- Miroir des Saxons
- Allgemeines Landrecht für die Preußischen Staaten (als PDF Versionen).
- Allgemeines Landrecht für die Preußischen Staaten (1. Juni 1794): Einleitung, Erster Theil, Zweyter Theil, auf: OpinioIuris: Die freie juristische Bibliothek.